# زرحصان
الزَّرَحِصَان أو الحصان المزرّد (بالإنجليزية: Zebroid)‏ وله أسماء أخرى عديدة مثل "zorse" و"zebmule"، هو حيوان هجين وهو نتيجة التهجين بين حمار الزرد حيوان آخر من جنس الخيل الذي يضم الخيل والحمير المستأنسة والبرية وحمير الزرد. يعتبر الزرحصان حيوان عقيم. تم تربية حيوانات الزرحصان منذ القرن التاسع عشر. لاحظ تشارلز داروين عدة أنواع هجينة من حمار الزرد في أعماله.